# Pobeda (relojes)

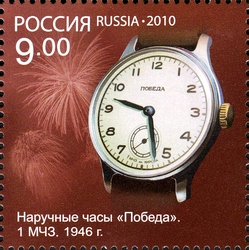
Timbre ruso de 2010 conmemorando la primero reloj Pobeda de 1946.

Pobeda (ruso:Победа, Victoria) es una marca de relojes de Rusia, actualmente propiedad de la Fábrica de Relojes de Petrodvorets. El nombre y características de la marca fueron aprobados Stalin en abril de 1945, mientras que el Ejército rojo acababa de conquistar Berlín. Una primera pequeña serie sale de la fábrica de Penza final 1945, pero los primeros relojes para el público salen de la fábrica de relojes de Kirov a Moscú en abril de 1946 para conmemorar la victoria soviética sobre los alemanes el año anterior.

## Orígenes del mecanismo Pobeda
Basado en un modelo francés, el movimiento Pobeda de 15 rubíes es sencillo, barato de producir y ensamblar, y de mantenimiento relativamente simple, lo cual lo convirtió en un reloj bastante accesible y popular en la URSS y otros países. 
Antes la Segunda Guerra Mundial, durante el rápido periodo de industrialización de la Unión Soviética en los años 30, se buscó financiamiento y mano de obra experta para desarrollar la relojería soviética. La URSS recurrió entonces hacia la firma relojera francesa Lip. Los ingenieros de Lip ayudaron a la puesta en marcha de la fábrica de Penza y Lip vendió licencias de producción de algunos de sus mecanismos a la URSS. Uno de estos diseños de 1908, el movimiento R-26 se convierte en Rusia en K-26, con mejoras significativas al diseño original de Lip. La Segunda Guerra Mundial interrumpe temporalmente los planes. Pero al irse asegurando la victoria, se termina rápidamente la puesta a punto de los nuevos relojes. Iósif Stalin escoge - incluso antes la victoria oficial, ya en abril de 1945 cuando Berlín cae - el nombre Pobeda que significa Victoria en ruso.

## Producción de masa

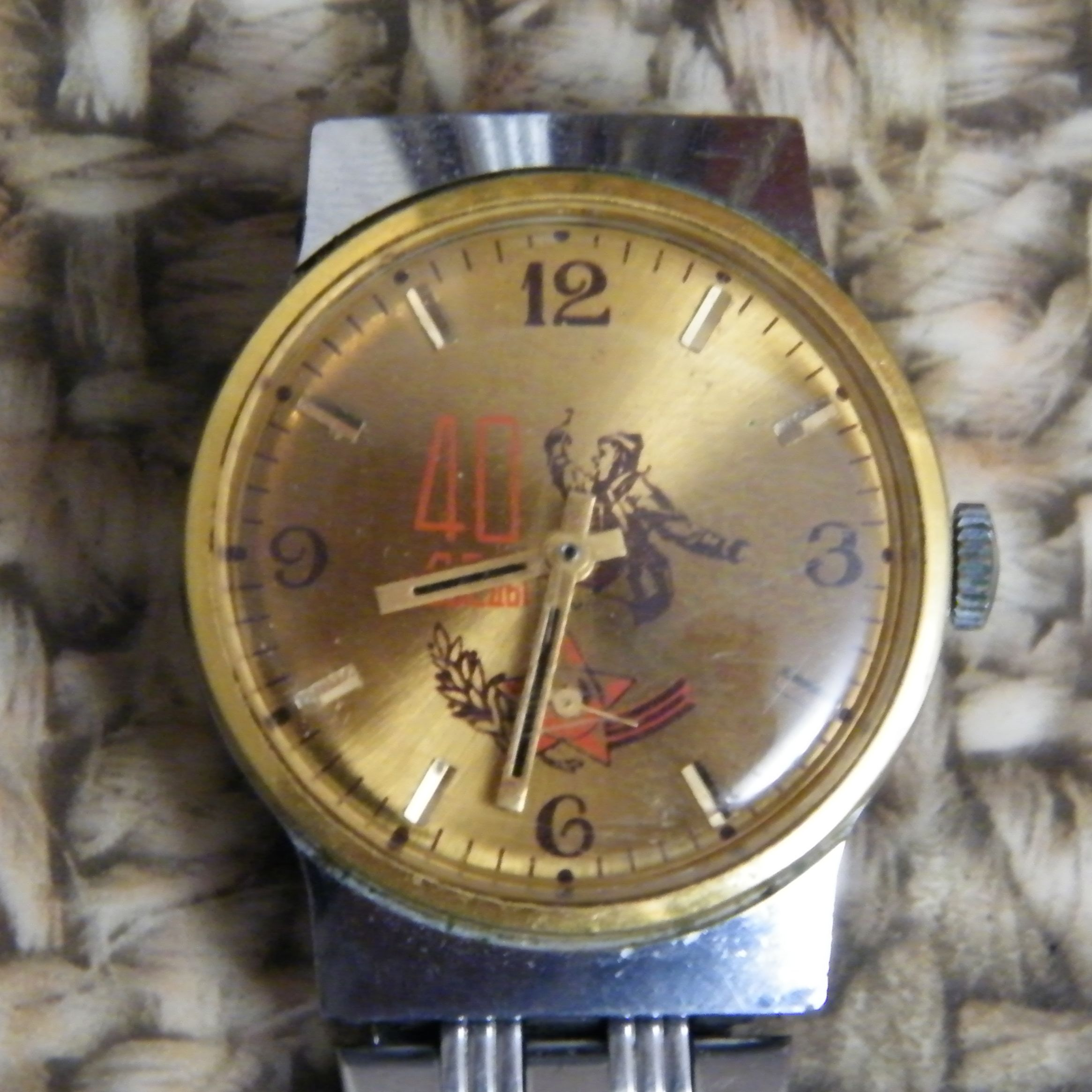
Edición conmemorativa (1985) del 40.º aniversario de la victoria soviética en la Segunda Guerra Mundial.

Los relojes Pobeda se produjeron en varias fábricas de relojería a través de la URSS. Además de las instalaciones en Penza, se manufacturaban asimismo en la fábrica de relojes de Petrodvorets y por la fábrica de Chistopol y dos fábricas en Moscú.  En la planta Maslennikov en Samara, los relojes se denominaban como marca ZIM desde la década de los 70 hasta 1985, cuando, para conmemorar el XL aniversario retornaron al nombre Pobeda.

## Relojes Pobeda hoy en día
La producción de los relojes Pobeda se detiene en 2004 y se inicia un largo proceso legal sobre los derechos de la marca histórica. Esta saga jurídica se determina en 2013 a favor de la Fábrica de Relojes de Petrodvorets, la cual es tenedor exclusivo de la marca y relanza la fabricación de la marca en el 2015 para conmemorar el LXX aniversario de la victoria soviética en la Segunda Guerra Mundial. .